# Stewart Alexander
Stewart Alexis Alexander, né le 1er octobre 1951 à Newport News (Virginie), est un homme politique américain. Il est le candidat officiel du Parti socialiste des États-Unis à la vice-présidence des États-Unis pour l'élection présidentielle de 2008. Il est le tandem de Brian Moore. Il est le candidat choisi par le parti pour la présidence lors de l'élection présidentielle de 2012.
Il naît dans une famille pauvre, pendant l'époque de la ségrégation raciale, et grandit dans une caravane. Son père lui enseigne la maçonnerie pendant son enfance. Il est enrôlé dans une école réservée aux enfants noirs. Vers 1960, il a l'occasion d'entendre Malcolm X à Los Angeles, où la famille Alexander s'était installée. Il est employé dans divers métiers manuels. Par la suite, il s'engage brièvement dans l'Armée de l'air.
Il rejoint la National Association for the Advancement of Colored People.
En 1988, il est candidat à l'élection municipale de Los Angeles, et centre sa campagne sur des questions sociales.

## Les débuts de la vie
Stewart Alexis Alexander est né de Stewart Alexander, maçon et pasteur, et d'Ann E. McClenney, infirmière et femme au foyer, à l'hôpital Mary Immaculate, sur les rives de la James River, près de la Newport News Ship Building and Dry Dock Company, à Newport News, en Virginie. L'établissement étant à l'époque un hôpital ségrégationniste, le jeune Stewart et sa mère sont rapidement relogés dans une chambre au sous-sol.
Pendant qu'il était dans la réserve de l'armée de l'air, M. Alexander a travaillé comme vendeur au détail à plein temps dans les magasins Safeway, puis a commencé à fréquenter l'université d'État de Californie à Dominguez Hills. Stewart a commencé à faire des heures supplémentaires en tant que magasinier chez Safeway pour subvenir à ses besoins pendant ses études. Pendant cette période, il a épousé Freda Alexander, sa première femme. Ils ont eu un fils.
Il a été libéré avec les honneurs en octobre 1976 et s'est marié pour la seconde fois. Il a quitté Safeway en 1978 et, pendant une brève période, a travaillé comme entrepreneur général agréé. En 1980, il est entré au service de Lockheed Aircraft, qu'il a quitté l'année suivante.
De retour à Los Angeles, il s'engage dans plusieurs organisations civiques, notamment la NAACP (il devient président du comité du travail et de l'industrie de la section d'Inglewood South Bay de la NAACP).
En 1986, il retourne à Los Angeles et anime un talk-show hebdomadaire sur KTYM Radio jusqu'en 1989. L'émission traitait de questions sociales concernant Los Angeles, telles que les gangs, la drogue et le réaménagement, en interviewant des fonctionnaires de tous les niveaux de gouvernement et des leaders communautaires de toute la Californie. Il a également travaillé avec Delores Daniels de la NAACP à la radio et dans la rue.

## Élection du maire de Los Angeles en 1989
En 1987, il rencontre Norton Halper, un militant associatif, qui le convainc de se présenter à la mairie de Los Angeles.
M. Alexander a lancé sa campagne pour la mairie de Los Angeles en 1988, en se rendant personnellement à plus de 14 000 portes pour obtenir les 1 000 signatures nécessaires pour figurer sur le bulletin de vote. La plupart des idées qu'il a eues pour la campagne sont nées d'une réunion de plus de 200 militants communautaires à Los Angeles, qu'il a animée, et qui portait sur les problèmes de la ville.
Sa campagne s'est concentrée sur la question du redéveloppement. Stewart estimait que les milliards de dollars d'impôts dépensés pour le réaménagement étaient gaspillés pour aider les riches entrepreneurs et les sociétés à accroître leurs profits au détriment des habitants qui, selon lui, avaient besoin de programmes sociaux et d'emplois. En outre, sa campagne a abordé les questions de la prévention du crime et des programmes sociaux susmentionnés. Stewart estime que ces conditions sociales ont conduit aux émeutes de Los Angeles en 1992.
Tom Bradley a remporté l'élection face à son principal adversaire, Nate Holden. Alexander a terminé septième avec 2 691 voix (0,84%).

## Campagnes ultérieures

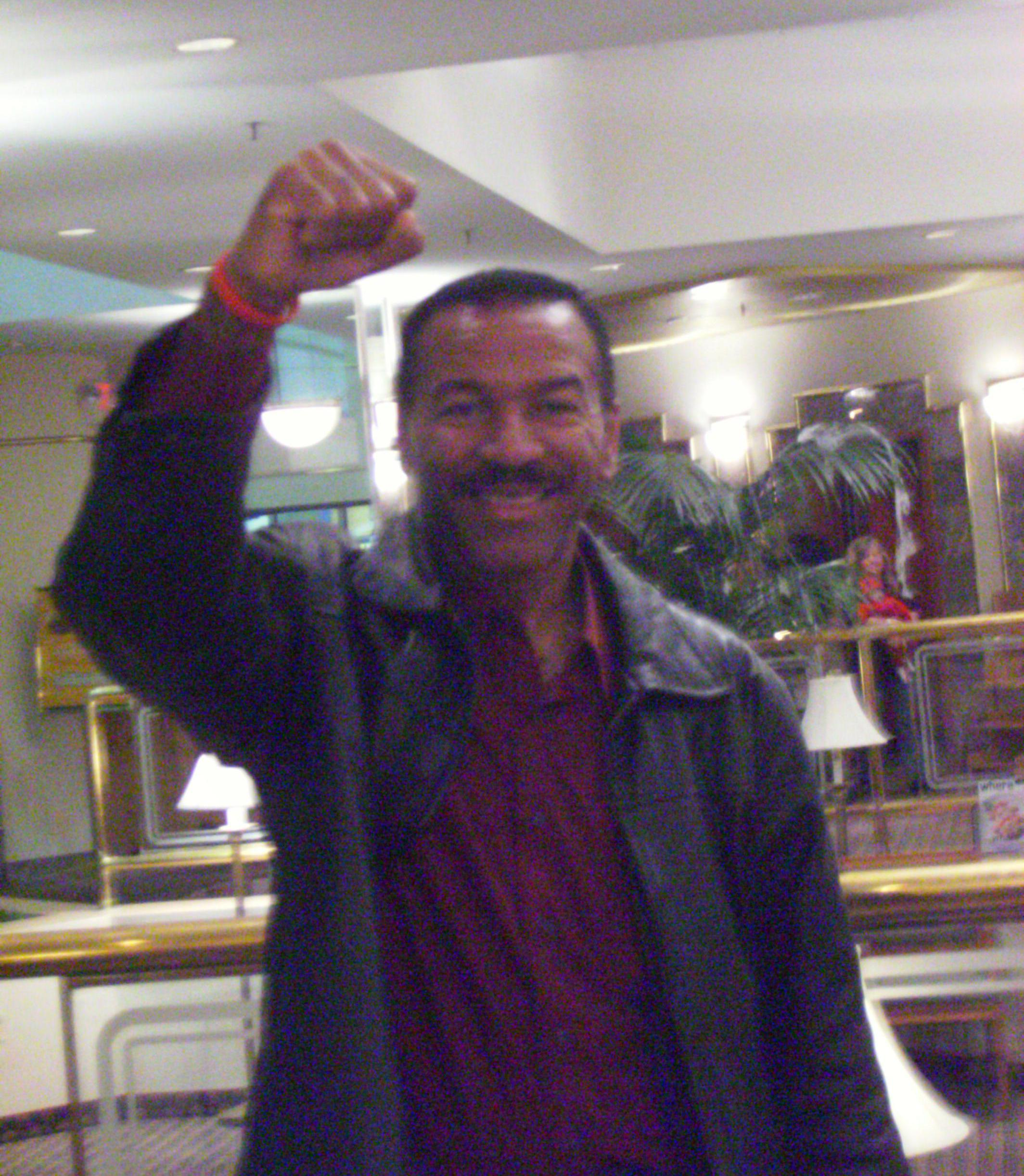
Alexander peu après sa nomination à la vice-présidence des États-Unis d'Amérique lors de la convention nationale du Parti socialiste des États-Unis à St. Louis, MO, le 20 octobre 2007.

Alexander devient consultant en vente d'automobiles et commence à s'intéresser à d'autres groupes politiques en dehors des partis démocrate et républicain. Il a vu dans la popularité de l'indépendant H. Ross Perot en 1992 et 1996 la preuve que l'Amérique était également intéressée par d'autres choses.
Il a été le candidat du parti de la paix et de la liberté au poste de lieutenant-gouverneur de Californie en 2006, obtenant 0,5 % des voix.
En 2008, il a été nommé vice-président des États-Unis par le parti socialiste américain.
Le 15 octobre 2011, il a été désigné comme candidat à la présidence des États-Unis par le Parti socialiste américain lors de la convention du parti à Los Angeles.
Il s'est également présenté sans succès à l'investiture du Parti de la paix et de la liberté pour le poste de gouverneur lors de l'élection du gouverneur de Californie en 2010.

## Campagne présidentielle
Lors de la convention nationale du Parti socialiste américain qui s'est tenue en 2011 à Los Angeles (Californie), M. Alexander a été élu candidat du parti à la présidence des États-Unis. Il a remporté la nomination au premier tour de scrutin, face à l'ancien coprésident de la SPUSA, Jerry Levy. Le colistier d'Alexander pour la vice-présidence des États-Unis était Alejandro Mendoza, du Texas.
En août 2012, M. Alexander a demandé l'investiture du Peace and Freedom Party (Parti de la paix et de la liberté), un parti socialiste qualifié pour le scrutin en Californie. Alexander/Mendoza ont perdu l'investiture face à une équipe composée de la comédienne Roseanne Barr et de la militante anti-guerre Cindy Sheehan. Peu de temps après, Alexander a démissionné du comité directeur du parti de la paix et de la liberté, invoquant le manque de soutien du PFP aux candidats socialistes.